# 碘丙酮
碘丙酮是一种有机化合物，化学式为C3H5OI。碘钟震荡反应中会生成碘丙酮。

## 制备
碘丙酮可由丙酮和碘在酸性条件中反应得到：
CH3C(O)CH3 + I2 → CH3C(O)CH2I + HI